# Jastarnia
Jastarnia là một thị trấn thuộc huyện Pucki, tỉnh Pomorskie ở bắc Ba Lan. Thị trấn có diện tích 8 km². Đến ngày 1 tháng 1 năm 2011, dân số của thị trấn là 3911 người và mật độ 501 người/km².